# Русапе
Русапе је насеље у Зимбабвеу 170 км југоисточно од Харареа и 93 км југозападно од Мутареа. Русапе се налази на надморској висини од 1.410 м изнад нивоа мора.
Према попису становништва из 1982. године, град је имао 8.216 становника. Овај број је порастао на 13.920 1992. године. У 2004. години, становништво Русапе је процењено на 29.292. Национални попис становништва из 2012. године у Зимбабвеу је забележио популацију од 30.316 за град 17. августа 2012. године.